# 保守傍流

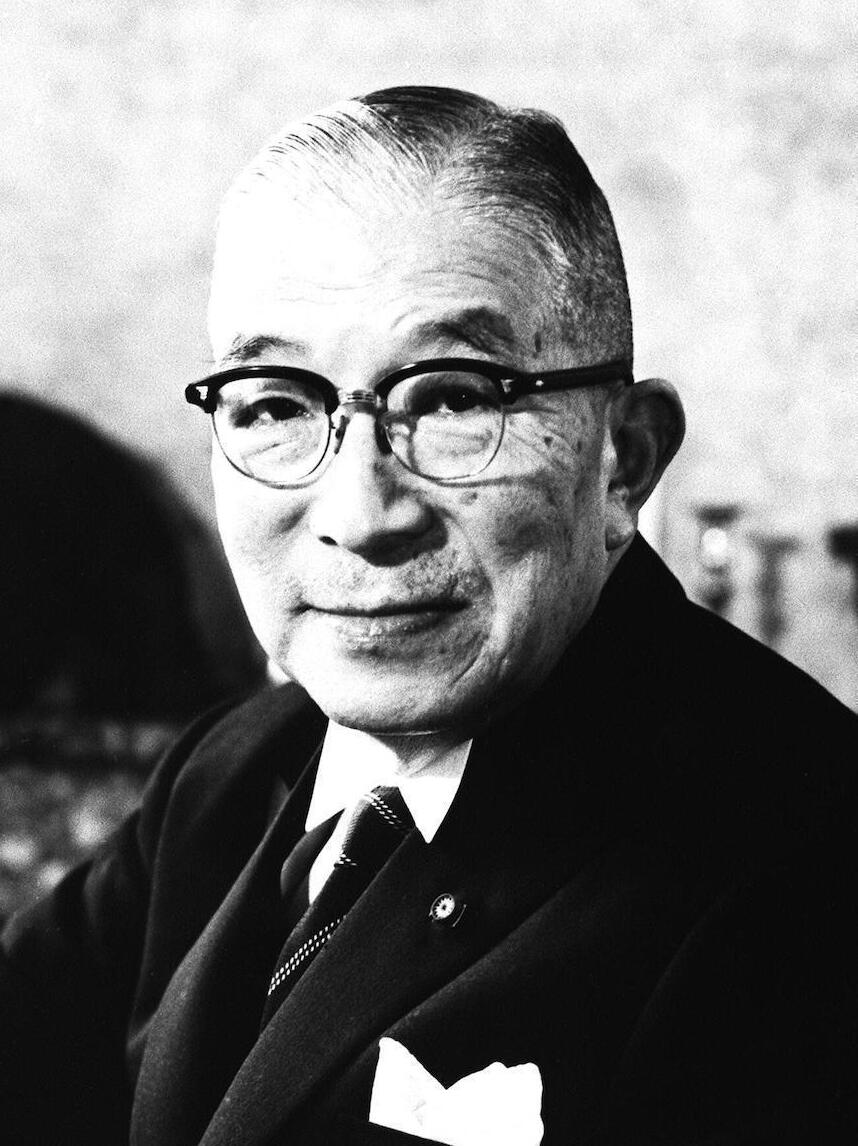
日本民主党を率いた鳩山一郎

保守傍流（ほしゅぼうりゅう）とは、自由民主党において、鳩山一郎が率いた日本民主党の系譜に連なる派閥やその勢力をいう。当初は党内において主流（多数派）を占めたが、1960年代以降に傍流（少数派）に転じたため、マスコミ等からそう呼ばれるようになった。しかし、小泉政権以降はこの表現が当てはまらなくなっている。
これに対して、自由党の流れをくむ勢力を保守本流という。

## 概説
かつては保守本流側（宏池会、平成研究会）が他の派閥に対する差別化のため用いてきた。
三木派当時の番町政策研究所以外は、保守本流の派閥に比べて保守色が強いといわれる。しかし、これらの派閥が特に統一の行動をとっていたわけではなく、「傍流」という言葉については事実上レッテル貼りに近いため、当事者が用いることはあまりない。
保守合同以前に「反・吉田茂」の路線で日本民主党に属したグループであり、さらにさかのぼれば旧・自由党（1945年 - 1955年）の鳩山一郎派および改進党系から成り立っている。かつての清和政策研究会（安倍派）、志帥会（二階派）、近未来政治研究会（森山派）、番町政策研究所（旧大島派、現在は保守本流の為公会と合併し志公会となった）がその流れを汲んでいた。
中選挙区制の廃止や小泉内閣を経て派閥という枠組み自体が弱まり、自民党自体が保守傍流優位の党となり、各派の抗争が自民党総裁選以外においてほとんど見られなくなったことから、本流・傍流の分類、色分けは形骸化していたが、2010年代以降傍流系の安倍晋三と本流系の岸田文雄・石破茂と関連して再び注目されるようになった。
かつては、改進党の流れをくむ計画経済、保護主義的な政策運営が主であった。
また本流側はGHQと近く、傍流は公職追放者が多いこともあり、憲法改正・対米自立の方向性もあったが、小泉総裁時代の2005年に自民党の綱領から「外国駐留軍の撤退に備える」が削除され「日米同盟を基軸に」に変更されている。
森永卓郎によると保守傍流は弱肉強食、日米安保重視、主戦論、市場原理主義、規制緩和が特徴だが、一方で安倍晋三が財政出動に積極的で石破茂が緊縮的とねじれている点が特異（世界的には左右逆）であるという。

## 派閥

### 現在の派閥
- さいこう日本（甘利グループ）

### 過去の主な派閥
- 清和政策研究会
- 近未来政治研究会
- 番町政策研究所
- 志帥会